# Tapinoma emeryanum
Tapinoma emeryanum (лат.) — вид муравьёв подсемейства долиходерины (Dolichoderinae). Встречаются в Средней Азии (Казахстан, Кыргызстан) и в Дагестане (где отмечен подвид).

## Описание
Мелкие муравьи тёмно-коричневого цвета (самки около 4 мм, рабочие вдвое мельче). Голова продолговатая, примерно на четверть длиннее ширины. Наличник спереди с широкой выемкой. Глаза овальные, находятся в передней части головы. Усики 12-члениковые. Длина груди менее 1 мм (0,55—0,65 мм). В Кыргызстане встречается на высотах от 2 до 2,5 км.
Заднегрудка округлая без проподеальных шипиков. Нижнечелюстные щупики 6-члениковые, нижнегубные щупики состоят из 4 сегментов. Стебелёк между грудкой и брюшком состоит из одного сегмента (петиоль). Вид Tapinoma amazonae был впервые описан в 1927 году советским мирмекологом Николаем Кузнецовым-Угамским по материалам из Средней Азии.